# Ligue nationale pour la démocratie
La Ligue nationale pour la démocratie (LND) est le parti politique birman d'Aung San Suu Kyi, opposante de longue date à la dictature militaire qui règne sur le pays depuis 1962. Le parti a remporté largement les élections législatives de novembre 2015.

## Histoire
La LND a été fondée le 27 septembre 1988 par Aung San Suu Kyi et les anciens généraux Aung Gyi et Tin Oo, après l'écrasement du soulèvement prodémocratique par le Conseil d'État pour la restauration de la loi et de l'ordre (SLORC) le 18 septembre.
Aung San Suu Kyi en est la secrétaire générale. Aux élections législatives birmanes du 27 mai 1990, le parti a obtenu 392 des 492 sièges, mais la junte militaire, ne l'a pas laissé former un gouvernement. Peu après l'élection, le parti a été réprimé, mais plusieurs représentants élus ont échappé aux arrestations et ont formé le Gouvernement de coalition nationale pour l'union de la Birmanie (NCGUB (en)) poursuivant la lutte pour la démocratie et la Liberté.
Le NLD est distinct de la NLD-LA (Ligue nationale pour la démocratie-des Secteurs libérés), actif en Thaïlande, dans les régions frontalières birmanes et à l'étranger. Cependant la NLD-LA soutient la position du NLD dans son appel à un dialogue tripartite entre le SPDC, le NLD, et les représentants des groupes des minorités ethniques de Birmanie.
En 2001, le gouvernement a permis à des branches du NLD de rouvrir dans le pays. Cependant, ils ont été fermés ou lourdement limités début 2004, lors d'une campagne de gouvernement pour interdire de telles activités. En 2006, beaucoup de membres ont démissionné du NLD, citant le harcèlement et la pression du Tatmadaw (les Forces armées) et de l'Union Solidarity and Development Association (en) (USDA, milice du régime).
Aung San Suu Kyi, secrétaire générale de NLD et lauréate 1991 du prix Nobel de la paix, était assignée à résidence surveillée jusqu'en 2011. L'armée l'a maintenue en détention pendant 15 ans. Elle était l'unique titulaire du prix Nobel en détention dans le monde jusqu'à l'attribution du prix 2010 à Liu Xiaobo.
En août et septembre 2007, le mouvement de protestation des moines bouddhistes a été soutenu par des membres de l'opposition issus de la Ligue nationale pour la démocratie.
Le parti est interdit à la suite de son boycott des élections de 2010, puis il est de nouveau légalisé le 12 décembre 2011, sous la pression internationale. Depuis cette légalisation, il participe pour la première fois aux élections législatives partielles en avril 2012 qui sont pour lui un franc succès : sur les 45 sièges renouvelables, il présente 44 candidats et parmi ceux-ci, 43 sont élus.
En novembre 2015, la Ligue nationale pour la démocratie (LND) remporte largement les élections législatives de novembre 2015. Elle prépare alors une transition démocratique avec le président sortant Thein Sein.
En mars 2016, Htin Kyaw, membre de la LND, devient président de la République, Aung San Suu Kyi prend la fonction de ministre de la présidence et des Affaires étrangères ainsi que la fonction de conseillère spéciale de l'État et porte-parole de la présidence de la République.
La Ligue nationale pour la démocratie remporte les élections législatives birmanes de 2020.
Le 1er février 2021, un coup d'État mené par l'armée birmane a lieu. Aung San Suu Kyi et le président Win Myint sont arrêtés par l'armée.
Le 28 mars 2023, la Ligue nationale pour la démocratie est dissoute, à la suite d'une loi électorale imposant une réinscription à l'ensemble des partis politiques du pays sous peine de dissolution.

## Dirigeants

### Présidents
- Aung Gyi (1988)
- Tin Oo (1988-1989)
- Aung Shwe (1991-2010)
- Aung San Suu Kyi (depuis 2011)

### Secrétaire générale
- Aung San Suu Kyi (1988-2011)

## Résultats électoraux

### Élections législatives
| Année | Voix       | %     | Rang | Élus      |
| ----- | ---------- | ----- | ---- | --------- |
| 1990  | 7 930 841  | 59,9  | 1er  | 392 / 492 |
| 2015  | 12 794 561 | 57,07 | 1er  | 255 / 330 |
| 2020  |            |       | 1er  | 258 / 330 |

### Élections à la Chambre des nationalités
| Année | Voix       | %     | Rang | Élus      |
| ----- | ---------- | ----- | ---- | --------- |
| 2015  | 13 100 673 | 57,68 | 1er  | 135 / 168 |
| 2020  |            |       | 1er  | 138 / 168 |